# ランタイムミュージックエンタテインメント
株式会社ランタイムミュージックエンタテインメントは、北海道札幌市中央区にある芸能事務所。旧称ランタイム。

## 概要
代表者は小南千恵美。以前は芸能養成スクールランタイム・ミュージック・アカデミー（旧称スタジオ・ランタイム）も運営していたが、2008年3月に閉鎖している。

### 所在地の変遷
- 北海道札幌市中央区北1条西27丁目5-10 クラスターハウス廻廊2F（設立当初）
- 北海道札幌市中央区南2条西12丁目（2000年代後半頃）
- 北海道札幌市中央区北2条東2丁目1番14号（現在）

## 現在所属しているアーティスト
- ClariS - 3人組の女性ユニット。

## 過去に所属・解散したアーティスト
- ZONE - 4人組ガールズバンド。2005年4月1日の日本武道館コンサートをもって解散したが、2011年8月にMIYU、MAIKO、TOMOKAの3人で再結成された。2012年からはMIYUとMAIKOの2人体制で活動。2013年4月7日をもって活動終了。
- PEACEFUL - 7人組のダンスグループ、2012年7月31日に解散した。
- 西村朝香 - 元ZONEのTOMOKA、2011年10月31日をもってZONE脱退及び芸能界を引退した。
- RED WORKER'z - 2003年のZONEのツアーにもバックダンサーとして同行。長瀬実夕ソロデビュー2曲のバックダンサー。後に舞衣子（ZONEのMAIKO）とともにMARIAを結成。
- RunZ
- 鈴の音
- ZAQ - 元「鈴の音」の陶山美紗子が参加していた3人組ガールズバンド。2007年7月27日をもって解散。
- BON'Z - 男性4人組バンド。2008年12月31日をもって解散。
- MARIA - 2005年デビュー。元ZONEの舞衣子が参加している6人組ガールズバンドであり、2010年4月17日をもって解散。
- 長瀬実夕 - 元ZONEのMIYU。「著しい不品行及び度々の業務不履行」を理由として2013年2月13日付で専属契約解除。
- IBIZA WAVE - 同社唯一、4人組の男性バンド。2009年結成した。2013年、新たに加入した女性「栞」を新ボーカルに迎え、男女がいる4人組バンドとなったが同年6月に解散。
- Jack&Queen - MAIKOがMARIA解散後して1年後の2010年に結成した3人組バンド。2014年4月6日をもって解散。
- speedsalt- 2013年6月に解散したIBIZA WAVEの元メンバーVo.栞とGt.隼斗による新ユニット。2016年7月30日解散[1]。
- Watana Besta SOCIAL club - 男性シンガーソングライター。2017年3月31日専属契約終了[2]。